# Mauprévoir
Mauprévoir település Franciaországban, Vienne megyében. Lakosainak száma 590 fő (2022. január 1.). Mauprévoir Pleuville, Charroux, Payroux, Pressac és Saint-Martin-l’Ars községekkel határos.

## Népesség
A település népességének változása:
| Lakosok száma | 634  | 628  | 615  | 603  | 590  | 583  | 579  | 573  | 590  |
|               | 2013 | 2015 | 2016 | 2017 | 2018 | 2019 | 2020 | 2021 | 2022 |